# Ceratina asuncionis
Ceratina asuncionis är en biart som beskrevs av Embrik Strand 1910. Ceratina asuncionis ingår i släktet märgbin, och familjen långtungebin. Inga underarter finns listade i Catalogue of Life.